# Nicht-syndromale X-chromosomale mentale Retardierung
Die Nicht-syndromale X-chromosomale mentale Retardierung (MRX) gehört zu der X-chromosomalen mentalen Retardierung und umfasst im Gegensatz zu den Syndromalen Formen (MRXS) die mit etwa zwei Dritteln häufigere Gruppe der Erkrankungen ohne zusätzliche Auffälligkeiten.

## Verbreitung
Die Häufigkeit wird auf 1 zu 600 geschätzt.

## Einteilung
Laut Datenbank Orphanet werden unterschieden:
- Armfield-Syndrom, Synonym: Geistige Retardierung, X-chromosomale, Typ Armfield
- Atkin-Flaitz-Syndrom, Synonym: Geistige Retardierung, X-chromosomale, Typ Atkin
- Brooks-Wisniewski-Brown-Syndrom, Synonym: Geistige Retardierung, X-chromosomale, Typ Brooks; X-chromosomale Intelligenzminderung Typ Brooks; MRXSBWB
- Cabezas-Syndrom, Synonym: Geistige Retardierung, X-chromosomale, Typ Cabezas; Geistige Retardierung, X-chromosomale, Typ Vitale
- Geistige Retardierung, X-chromosomale, Typ Abidi, Synonym: Mental retardation, X-linked syndromic, Abidi type, Mutationen im Genort q13.2[3][4]
- Geistige Retardierung, X-chromosomale, Typ Cantagrel, Synonym: Mental retardation, X-linked 98, Mutationen an q13.3[5][6]
- Geistige Retardierung, X-chromosomale, Typ Cilliers[7]
- Geistige Retardierung, X-chromosomale, Typ Fichera, alte Bezeichnung, jetzt als Variante des Renpenning-Syndroms angesehen.[8]
- Geistige Retardierung, X-chromosomale, Typ Kroes, Synonym: Cerebral-cerebellar-coloboma syndrome, X-linked[9]
- Geistige Retardierung, X-chromosomale, Typ Nascimento, Synonym: Mental retardation, X-linked syndromic, Nascimento-type; Mental retardation, X-linked syndromic 30; MRXS30, Mutationen im UBE2A-Gen an q24[10][11]
- Geistige Retardierung, X-chromosomale, Typ Pai[12]
- Geistige Retardierung, X-chromosomale, Typ Raymond, veraltete Bezeichnung für Lujan-Fryns-Syndrom[13]
- Geistige Retardierung, X-chromosomale, Typ Schimke, Synonyme: Schimke X-Linked Mental Retardations Syndrome; Choreoathetosis With Mental Retardation, X-Linked[14]
- Geistige Retardierung, X-chromosomale, Typ Seemanova[15]
- Geistige Retardierung, X-chromosomale, Typ Shashi, Synonyme: Geistige Retardierung, X-chromosomale, syndromale Typ 11; MRXS11; Shashi X-Linked Mental Retardations Syndrome; SMRXS, Mutationen im RBMX-Gena n q26.3[16][17]
- Geistige Retardierung, X-chromosomale, Typ Stocco Dos Santos, Mutationen im SHROOM4-Gen an p11.22[18][19]
- Geistige Retardierung, X-chromosomale, Typ Stoll[20]
- Geistige Retardierung, X-chromosomale, Typ Van Esch[21]
- Geistige Retardierung, X-chromosomale, Typ Wilson, Synonym: Mental retardation, X-linked, syndromic 12, Mutationen an p11[22][23]
- Geistige Retardierung, X-chromosomale, Typ Wittwer, veraltete Bezeichnung für Wolf-Hirschhorn-Syndrom[24]
- Geistige Retardierung, X-chromosomale, Typ Zorick, veraltete Bezeichnung für Allan-Herndon-Dudley-Syndrom[25]
- Golabi-Ito-Hall-Syndrom, Synonym: Geistige Retardierung, X-chromosomale, Typ Golabi-Ito-Hall, Variante des Renpenning-Syndroms[26]
- Gustavson-Syndrom, Synonyme: Geistige Retardierung, schwere X-chromosomale, Typ Gustavson; Mental Retardation With Optic Atrophy, Deafness, And Seizures
- Atypischer HSD10-Mangel, Synonym: Geistige Retardierung, X-chromosomale, syndromale, Typ 10; HSD10 Mitochondrial Disease; HSD10MD; HSD17B10 Deficiendy; 17-Beta-Hydroxysteroid Dehydrogenase X Deficiendy; 3-Hydroxyacly-CoA Dehydrogenase II Deficiency; MHBD Deficiency; Mental retardation, X-linked, syndromic 10; MRXS10, Mutationen im HSD17B19-Gen an p11.22
- Intelligenzminderung, X-chromosomale, Typ Hedera, Synonym: Geistige Retardierung, X-chromosomale, Typ Hedera; Mental retardation, X-linked, With Epilepsy; MRXE; Mental retardation, X-linked, syndromic, Mutationen im ATP6AP2-Gen an p11.4[27][28]
- Intelligenzminderung, X-chromosomale, durch GRIA3-Anomalie, Synonym: Geistige Retardierung, X-chromosomale, durch GRIA3 Störung; Mental retardation, X-linked, Syndromic, WU Type; MRXSW; Mental retardation, X-linked 94; MRX94; Mental retardation, X-linked, Syndromic 29; MRXS29, Mutationen im GRIA3-Gen an q25[29][30]
- MICPCH-Syndrom, Synonym: Geistige Retardierung, X-chromosomale, Typ Najm; X-chromosomale Intelligenzminderung – Mikrozephalie – Hirnstamm- und Kleinhirn-Hypoplasie;  Intelligenzminderung, X-chromosomale, Typ Najm, Mutationen im CASK-Gen an p11.4
- MRXS9, Synonym: Geistige Retardierung, X-chromosomale, Typ Shrimpton;  X-chromosomale Intelligenzminderung Typ Shrimpton; Mental retardation, X-linked, syndromic 9, Mutationen an q12-q21.32[31][32]
- Porteous-Syndrom als Variante des Renpenning-Syndroms[33]
- Siderius-Hamel-Syndrom, Synonym: Geistige Retardierung, X-chromosomale, Typ Siderius
- Snyder-Robinson-Syndrom, Synonym: Geistige Retardierung, X-chromosomale, Typ Snyder; X-chromosomale Intelligenzminderung Typ Snyder
- Sutherland-Haan-Syndrom, Variante des Renpenning-Syndroms[34]
- Wieacker-Wolff-Syndrom, Synonyme: WRWF; Geistige Retardierung, X-chromosomale, Typ Miles-Carpenter; MCS; Mental Retardation, X-Linked, Syndromic 4; MRXS4; Mental Retardation, X-Linked, With Congenital Contractures And Low Fingertip Arches, Mutationen im ZC4H2-Gen an q11.2
- X-chromosomale Intelligenzminderung Typ Gu, Synonym: Geistige Retardierung, X-chromosomale, Typ Gu, veraltete Bezeichnung für X-chromosomale Intelligenzminderung-Kleinwuchs-Übergewicht-Syndrom[35]
- X-chromosomale Intelligenzminderung Typ Schütz, Synonym: Geistige Retardierung, X-chromosomale, Typ Schütz[36]
- X-chromosomale Intelligenzminderung Typ Turner, Synonym: Geistige Retardierung, X-chromosomale, Typ Turner; Mental Retardation And Macrocephaly Syndrome; Mental retardation, X-linked syndromic, Turner type[37][38]